# 罗培德
罗培德（William Payne Roberts，1888年—1971年）是美国圣公会传教士，继郭斐蔚之后为圣公会江苏教区第六任主教（1937-1950）。
1888年，罗培德出生于美国。罗培德1909年毕业于耶鲁大学，又获麻省剑桥的圣公会神学院神学士学位，1914年受美国圣公会差遣，来华传教，任教于上海圣约翰大学。1918年娶女同工米德贞（Dorothy Mills）。1922年，罗培德在今普陀区辖境创办沪西公社，不仅传教，同时从事社会服务工作。从1923年起驻南京，担任南京圣保罗堂牧师，直到1937年接替郭斐蔚升为圣公会江苏教区第六任主教。1937年11月30日在上海圣约翰大学江苏教区代座堂举行祝圣仪式，郭斐蔚、鄂方智和T.S. Sing为其祝圣。东正教主教上海及旧金山的圣伊望亦参加。
1946年抗战胜利，罗培德重建圣公会江苏教区。
1950年4月12日罗培德退休，1951年回国。他是中华圣公会的最后一位美国主教。由华人副主教、圣公会中央神学院董事长毛克忠继任为中华圣公会江苏教区第七任主教。1950年代，毛克忠参与三自运动，毛克忠在《天风》上发表一些批判罗培德的文章，如。1956年，毛克忠当选为上海市基督教三自爱国委员副主席。
1971年，罗培德在宾州德文去世，享年83岁。